# Таємниця Антуана Ватто
«Таємниця Антуана Ватто» (фр. Ce que mes yeux ont vu) — фільм режисера Лорен де Бартілья, знятий в 2007 році.

## Зміст
Ватто — відомий художник, який помер у далекому 1721 році. Люсі — молода студентка, що вивчає історію мистецтва і намагається розкрити таємницю картин художника. Адже на кожному полотні присутня жінка, яка повернена до спостерігача спиною. Загадка розбурхує розум студентки і вона докладає усіх зусиль, аби розкрити правду.

## Ролі
| Актор                 | Роль |
| --------------------- | ---- |
| Сільвія Тестю         | -    |
| Жан-П’єр Мар’єль      | -    |
| Джеймс Тьєрре         | -    |
| Агата Дронн           | -    |
| Крістіана Міллєт      | -    |
| Міглен Міртчев        | -    |
| Жан-Габріель Нордманн | -    |
| Ніколя Піньон         | -    |
| Марк Ріуфол           | -    |
| Ніколас Браун         | -    |

## Знімальна група
- Режисер — Лоурент де Бартіллат
- Сценарист — Лоурент де Бартіллат, Ален Росс
- Продюсер — Фредерік Белайче, Жоффруа Грісон, Ної Херлан
- Композитор — Давид Моро